# Попков, Андрей Викторович
Андрей Викторович Попков (30 мая 1976, СССР) — российский игрок в мини-футбол на позиции вратаря. Более всего известен выступлениями за мини-футбольные клубы «Спартак» и «Спартак-Щёлково».

## Биография
До семи лет Попков занимался фигурным катанием, а затем увлёкся футболом. В чемпионате России по мини-футболу он дебютировал в 1993 году за «Саргон», затем играл за «Новорусь» и «Торпедо». В 1996 году молодой вратарь оказался в «Минкасе», впоследствии переименованном в «Спартак».
Команда Евгения Ловчева с годами становилась всё сильнее, и в 2001 году ей удалось прервать гегемонию «Дины», став чемпионом России. Андрей Попков внёс большой вклад в успех «Спартака». По итогам чемпионского сезона он был признан лучшим вратарём чемпионата России. Впоследствии в составе красно-белых он стал обладателем кубка и суперкубка России.
Между этими событиями Андрей отметился игрой за сборную России по мини-футболу, сыграв часть товарищеского матча против сборной Испании.
В 2004 году Попков стал игроком клуба «Спартак-Щелково». В следующем году он стал героем финального матча кубка России против московского «Динамо» и помог щёлковцам выиграть трофей.
В 2007 году Попков вернулся в «Спартак». Однако в конце 2008 года именитая команда прекратила существование, и Андрей окончил сезон в новосибирском «Сибиряке», где помог своей команде выйти в Суперлигу. Однако вскоре он оказался в Грузии, где начал выступления за тбилисский клуб «Алго».
С 2013 года является тренером вратарей мини-футбольного клуба «Мытищи».
С 31 августа 2018 года является тренером вратарей мини-футбольного клуба «Динамо Самара»

## Достижения
- Чемпион России по мини-футболу 2000/01
- Обладатель Кубка России по мини-футболу (2): 2002, 2005
- Обладатель Суперкубка России по мини-футболу 2003

Личные:
- Лучший вратарь чемпионата России 2000/01